# Proteste in Spagna del 2011
Le proteste in Spagna del 2011-2012, conosciute anche come il Movimento 15-M o M15, furono una serie di manifestazioni svoltesi in Spagna in occasione delle elezioni locali e regionali, contro le politiche di austerità. L'origine del movimento può essere fatta risalire ai social network e al movimento civile della piattaforma digitale ¡Democracia Real Ya! (Democrazia Reale Ora!), con il supporto di altre 200 piccole associazioni. La protesta iniziò il 15 maggio 2011 con una partecipazione iniziale di 58 città della Spagna.
Le varie proteste richiedevano un cambio radicale della politica della Spagna. I manifestanti ritenevano di non essere rappresentati da alcun partito tradizionale, né favoriti dalle misure approvate dai politici. I mezzi d'informazione spagnoli misero in correlazione le proteste con la crisi finanziaria spagnola iniziata nel 2008, con le idee di Stéphane Hessel espresse in Indignatevi!, con il disagio della generazione NEET e con contemporanee proteste in Medio Oriente e Nord Africa. Simili proteste erano avvenute o avvennero in Grecia nel 2010-2011, in Portogallo nel 2011 e in Islanda nel 2009.
Le prime manifestazioni in Spagna ebbero luogo poco prima delle elezioni regionali spagnole, tenutesi il 22 maggio 2011.
I gruppi che aderivano alle proteste erano eterogenei, ma condividevano il rifiuto netto dei politici spagnoli, del bipartitismo spagnolo (Partito Socialista Operaio Spagnolo e Partito Popolare) e della corruzione politica, e sostenevano quelli definiti diritti di base: casa, lavoro, cultura, sanità e istruzione. Uno dei portavoce del movimento, scelti a rotazione, lo definì come "non apolitico, ma non di parte".

## Antefatto
Dall'inizio della crisi economica, la Spagna è stata duramente colpita con uno dei più alti tassi di disoccupazione in Europa, raggiungendo nell'eurozona il record del 21,3%. Il numero dei disoccupati in Spagna è pari a 4.910.200 a fine marzo, 2011, mentre era circa 214.000 nel trimestre precedente, invece il tasso di disoccupazione giovanile è al 43.5%, il più alto dell'Unione europea. Per ridurre il tasso di disoccupazione, il governo spagnolo approvò nel settembre del 2010 una revisione radicale del mercato del lavoro, progettato per abbattere la disoccupazione e per il rilancio dell'economia.
I principali sindacati, CCOO e UGT, così come quelle minori, respinsero il piano che rese più semplice ed economico per i datori di lavoro l'assunzione dei lavoratori e del loro licenziamento. Il 29 settembre 2010, i sindacati indissero uno sciopero generale, il primo in dieci anni in Spagna.

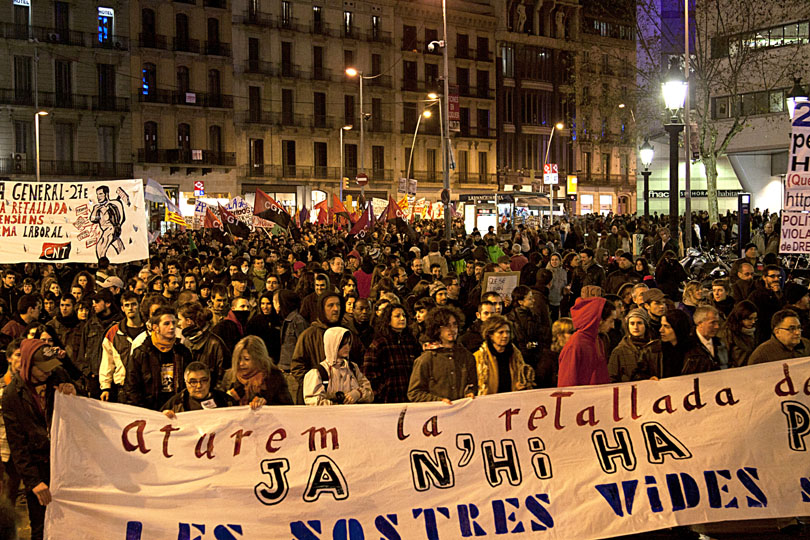
Manifestazione a Barcellona il 22 gennaio contro l'aumento dell'età pensionabile

Durante il resto dell'anno, il governo andò avanti con riforme economiche e nel gennaio del 2011, accettò di alzare l'età pensionabile da 65 a 67 dopo aver raggiunto un accordo con i principali sindacati. Nonostante ciò, i sindacati anarco-sindacalisti e altri minori rifiutarono il piano e indissero uno sciopero il 27 gennaio in Galizia, Catalogna e nel Paese Basco. Le manifestazioni si tennero anche a Madrid, dove finì con degli scontri. Il rilancio è stato respinto dalla maggioranza degli spagnoli.
Sebbene le proteste non fossero legate all'economia, i media spagnoli riportarono il passaggio nel mese di febbraio della cosiddetta legge Sinde, una legge anti-download su internet, che permette ad un ordine giudiziario di chiudere una qualsiasi pagina web, che mostra i collegamenti illegali o i download illegali di contenuti protetti dal copyright, come uno dei motivi che ha portato alla protesta. La legge, approvata dal PSOE, PP e Convergenza e Unione, è stata pesantemente criticata nei forum spagnoli e sui social network e dopo l'approvazione della legge, una campagna anonima chiamata #nolesvotes appare su internet, invitando la gente a rifiutarsi nell'andare a votare un qualsiasi partito che aveva varato la legge.

## Organizzazione delle proteste
Nel gennaio 2011, venne creata la piattaforma digitale Democracia real YA su un social network spagnolo e su i forum. Con il supporto di organizzazioni come ATTAC, Intermon Oxfam, Ecologisti in Azione o Giovani senza Futuro (Juventud Sin Futuro), e tramite l'utilizzo di Twitter e Facebook hanno chiamato "i disoccupati, i mal pagati, i subcontraenti, i precari, i giovani..." di riprendersi le strade il 15 maggio nei seguenti posti (in ordine alfabetico): La Coruña, Albacete, Algeciras, Alicante, Almería, Arcos de la Frontera, Badajoz, Barcellona, Bilbao, Burgos, Cáceres, Cadice, Castellón, Ciudad Real, Cordova, Cuenca, Ferrol, Figueres, Fuengirola, Granada, Guadalajara, Huelva, Jaén, Lanzarote, La Palma, León, Las Palmas de Gran Canaria, Lleida, Logroño, Lugo, Madrid, Malaga, Minorca, Mérida, Monforte de Lemos, Murcia, Ourense, Oviedo, Palma, Pamplona, Plasencia, Ponferrada, Puertollano, Salamanca, San Sebastián, Santa Cruz de Tenerife, Santander, Santiago di Compostela, Saragozza, Siviglia, Soria, Tarragona, Toledo, Torrevieja, Ubrique, Valencia, Valladolid, Vigo e Vitoria. Nello stesso giorno, piccole manifestazioni in supporto di quelle spagnole si sono organizzate a Dublino, Lisbona, Amsterdam, Istanbul, Bologna, Londra e a Parigi.
Prima delle manifestazioni, il Democracia real YA ha messo in scena diversi eventi simbolici, come l'occupazione della banca di Murcia il 13 maggio. Nel momento delle manifestazioni, il sito web di Democracia real YA ha avuto il supporto di altre 500 diverse associazioni, pur continuando a rifiutare qualsiasi collaborazione da qualsiasi partito politico o sindacato, difendendo l'indipendenza della protesta 'da ogni ideologia politica istituzionalizzata'.

## Proteste

### Maggio

#### 15 maggio

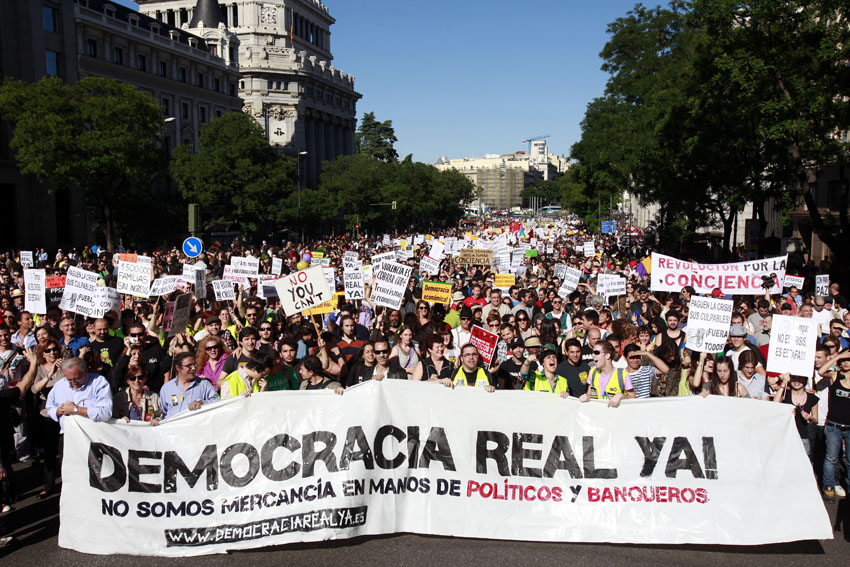
Manifestazione a Madrid

La prima protesta è stata chiamata con il motto "non siamo merce nelle mani di politici e banchieri" e si è concentrata sull'opposizione a ciò che i manifestanti chiamavano "antisociale significa nelle mani dei banchieri", in parte in riferimento ai cambiamenti fatti nel 2010 per contenere la Crisi economica del debito sovrano del 2010-2011 attraverso il salvataggio delle banche, che la società spagnola ha visto come responsabile della crisi, mentre allo stesso tempo il governo stava annunciando un programma sociale di tagli. I manifestanti hanno anche chiesto più democrazia, una nuova legge elettorale e la fine della corruzione politica così come le altre controversie, quali la nazionalizzazione delle banche.
Le proteste presero luogo in tutte le città pianificate e solo a Madrid raggiunse 50.000 persone secondo alla Democracia real YA, mentre 20.000 secondo la Polizia Nazionale.. La marcia iniziò da Plaza de Cibeles e finì a Puerta del Sol, dove molti manifesti sono stati letti. Anche secondo gli organizzatori, 15.000 si riunirono per la manifestazione a Barcellona, che finì di fronte al Parlamento della Catalogna. In altre città come Granada, un massimo di 5.000 manifestanti si presentò e la protesta si è svolta senza incidenti, tranne che per uno scambio di insulti tra alcuni manifestanti e membri della Fraternità della Vergine del Rosario, la cui processione si sovrappose. Si stima che i manifestanti quel giorno sono stati seguiti da circa 130.000 persone in tutta la Spagna.
Alla fine della manifestazione di Madrid, i manifestanti bloccarono il viale della Gran Vía e organizzarono un pacifico sit-in in via Callao, a cui la polizia ha risposto battendo i manifestanti con i manganelli. Come conseguenza degli scontri e le rivolte seguenti, diverse vetrine dei negozi stati distrutti e i cassonetti bruciati. 24 persone sono state arrestate e cinque poliziotti feriti. Il 17 maggio, Democracia real YA ha condannato la "brutale repressione da parte della polizia" e ha respinto qualsiasi tipo di relazione con gli incidenti. Dopo gli incidenti, un gruppo di 100 persone arrivate a Puerta del Sol iniziarono a campeggiare nel centro della piazza, ciò che comporterebbe agli altri giorni successivi della protesta.

#### 16 maggio
Durante il giorno, molte persone si unirono a Puerta del Sol e decisero di stare nella piazza fino alle elezioni del 22 maggio. Nel frattempo, 200 persone iniziarono delle azioni simili a Plaça de Catalunya a Barcellona, sebbene la polizia fece un primo tentativo per disperdere la folla. Quel giorno il tag #spanishrevolution, come allo stesso modo altri correlati alle proteste, divennero un argomento trending nel social network Twitter.

#### 17 maggio

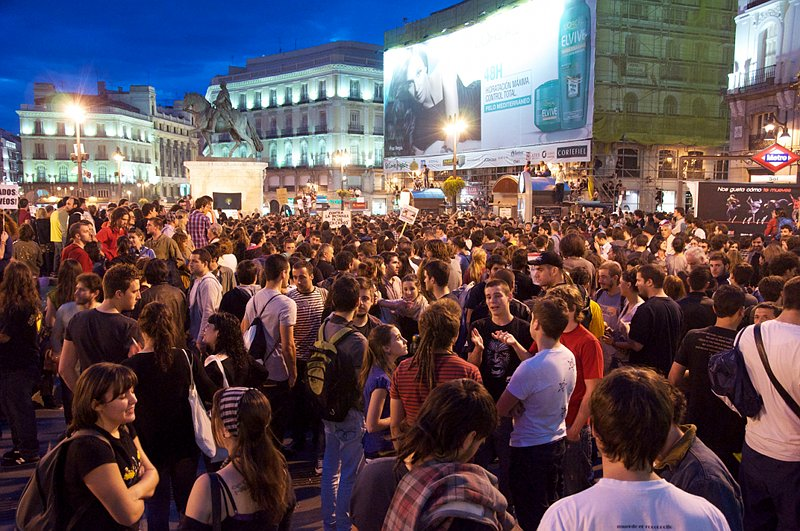
17 maggio, notte a Puerta del Sol

Grandi gruppi di manifestanti tornarono a protestare in varie città, oltre al gruppo in Madrid a Puerta del Sol. Questa volta le proteste non sono stati convocati dal ¡Democracia Real YA!. In poche città, la polizia permise ai manifestanti di campeggiare, come avvenne a La Coruña, dove più di 1.000 persone arrivarono il 15 maggio. A Madrid, circa 200 manifestanti organizzarono un'assemblea popolare, durante la quale decisero di organizzarsi per passare la notte in Plaza del Sol, sulla creazione di pulizia, sulla comunicazione, sull'estensione, sui materiali e sui comitati legali. Precedentemente avevano ricevuto un grande aiuto da piccole imprese in forma di cibo. Nella sera più di 12.000 persone si erano radunate lì.
Proteste e campeggi notturni si sono tenuti in 30 città. Le proteste guadagnarono il supporto della gente del Regno Unito, che annunciarono dei sit-in fuori all'ambasciata spagnola dal 18 fino al 22 maggio. La protesta a Plaza del Sol, nella notte del 17 maggio era rappresentata da 4.000 persone secondo le autorità. 300 di essi restarono fino all'alba del 18 maggio.

#### 18 maggio

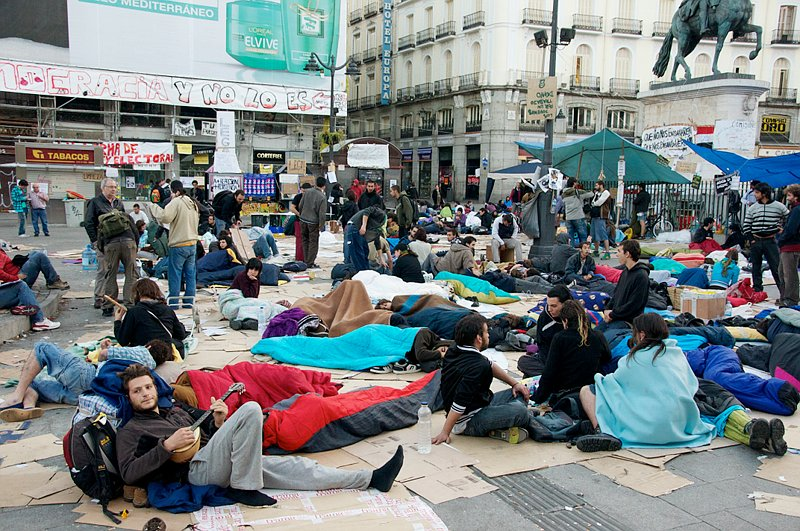
Sol, 18 maggio, a prima mattina

A Madrid, i manifestanti un grande tendone sotto cui passavano i cartelli con l'intenzione di passare la notte tra il 17 e 18. Secondo un reporter di El País , molti di loro indossavano garofani, così come avvenuto durante la Rivoluzione dei garofani portoghese. Inoltre, organizzarono uno stand gastronomico che fornì alimenti, donati da imprese locali e misero una webcam per fornire notizie da Plaza del Sol attraverso il sito web Ustream.tv . I manifestanti vennero avvisati di non bere alcolici o di organizzarsi in gruppi di più di 20 persone, in quanto tali atti possono provocare una repressione legale della polizia.
La polizia ordinò ai manifestanti di disperdersi a Valencia, Tenerife e Las Palmas. Durante l'evacuazione di Plaza del carmen a Granada ci furono 3 arresti. Le discussioni continuarono per tutto il pomeriggio. La protesta crebbe e incluse León, Siviglia, dove il camp-out iniziò il 19 maggio, e in altre province delle capitali e delle città della Spagna. Gruppi di sostegno vennero creati sui social network per ogni camp-out attraverso il social network Twitter e le altre reti nazionali ed internazionali. Google Docs e gli altri server cominciarono a ricevere richieste di download di documenti necessari per richiedere legalmente il permesso per nuove proteste.
In mattina, la Federación de Asociaciones de Vecinos de Barcelona (FAVB) annunciò il proprio supporto alle proteste a Barcellona. A Madrid, un attivista creò una bandiera dove è raffigurato il sole e una mano sopra a uno sfondo nero, che servì come emblema per le proteste, secondo Belén Hernández di El País.
In aggiunta al The Washington Post, che riportò la protesta dal 15 maggio, i reporter iniziarono a dare notizie il 18 maggio ai vari media, tra cui Le Monde, il quotidiano più diffuso in Francia, in un articolo dove si notava la rarità di proteste su così vasta scala in Spagna. Il quotidiano tedesco, Der Spiegel, riportò l'importanza degli effetti di quello che viene chiamata "La Generazione Facebook" e dei giovani manifestanti. Il giornale portoghese Jornal de Notícias, riportò le proteste a Madrid il 18 maggio come appena vennero proibite. E The New York Times, che cita El País e scrive della forte organizzazione dei manifestanti, in particolare delle 200 persone che erano stati messi a capo della sicurezza e sull'uso di Twitter per garantire la diffusione dei loro messaggi. The Washington Post riportò nuovamente le proteste in Puerta del Sol, dandole il nome di una "rivoluzione" e stimando la presenza di 10.000 persone il mercoledì pomeriggio e comparando la piazza Tahrir del Cairo, che ha recentemente spodestato il presidente egiziano Hosni Mubarak. La BBC fa riferimento alla natura pacifica delle proteste a Puerta del Sol.
Le varie proteste concordarono di tenere riunioni tra i loro comitati organizzativi ogni giorno alle 13:00 e l'assemblea popolare alle 20:00.
La sera, il Presidente del Comitato Regionale Elettorale di Madrid ha emesso una dichiarazione attestante le proteste illegali perché "le chiamate per un voto responsabile possono cambiare il risultato delle elezioni". Le unità della Polizia a Sol, comunque, ricevettero l'ordine dalla Delegazione del Governo di non sfollare la piazza.

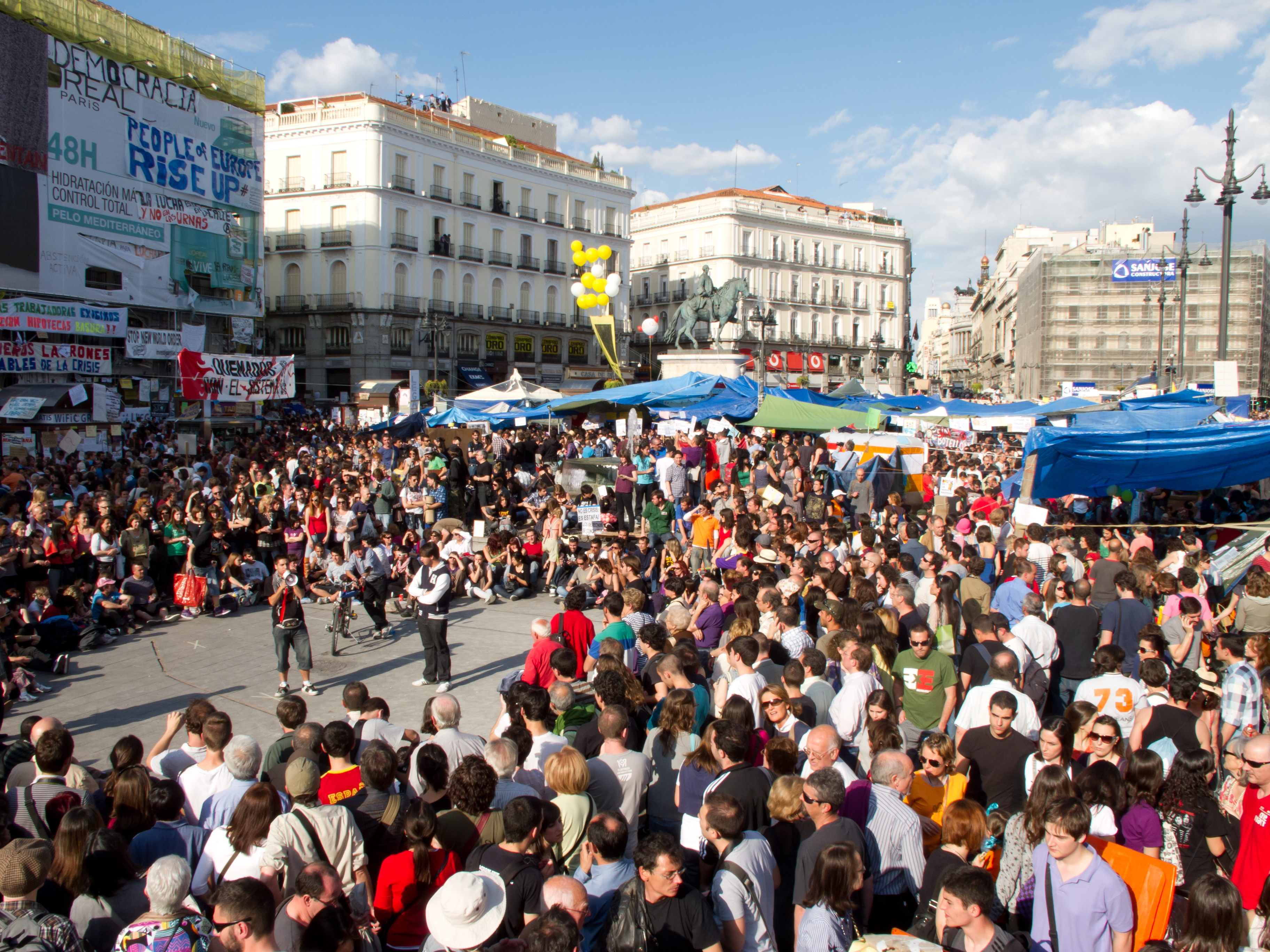
Protestanti e tende a Madrid, il 20 maggio 2011.

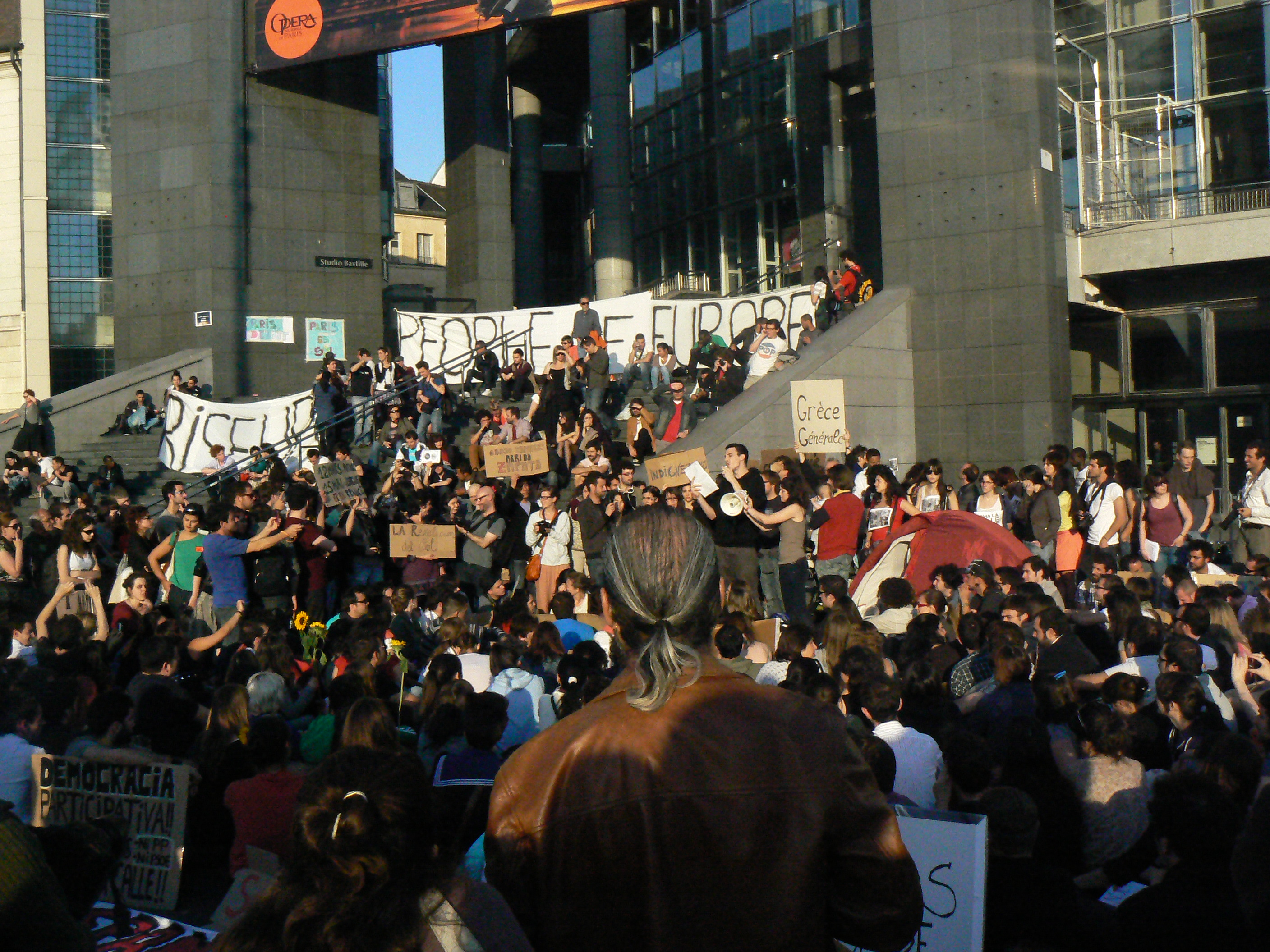
Dal 18 maggio i sostenitori alle proteste accorrono ogni giorno nelle varie grandi città fuori dalla Spagna, come Dublino, Berlino, Londra e Parigi (mostrata qui il 20 maggio).

#### 20 maggio
Secondo il giornale britannico, The Guardian,"decine di migliaia" di persone hanno campeggiato nella piazza di Madrid e in tutto il paese, durante la notte del 19-20 maggio.
La Sinistra Unita appellò il Collegio Elettorale la decisione di vietare le proteste davanti alla Corte Suprema di Spagna, a cui il Pubblico Ministero ha presentato le sue argomentazioni poco dopo.

##### Appello davanti alla Corte Suprema
L'emittente pubblica spagnola, RTVE riportò che il Procuratore dello Stato ha confermato la decisione presa dalla Commissione Elettorale Centrale di vietare i raduni. Nel frattempo, la polizia annunciò che aveva ricevuto istruzioni di non dissolvere la folla a Puerta del Sol, a condizione che non ci fosse nessun disturbo della pace.

##### Appello davanti al tribunale della Corte costituzionale della Spagna
RTVE riferì più tardi che la Corte costituzionale del paese stava deliberando dalle 19:30 se rivedere in appello contro la decisione del Consiglio Elettorale Centrale. At 10.08 pm (local time), RTVE informed that the Constitutional had rejected the appeal on the formality that the appellant had not appealed first to the Supreme Court.
Alle 22:47 Sinistra Unita annunciò che si sarebbe appellata alla decisione della Corte Suprema davanti al Tribunale Costituzionale. Durata fino a mezzanotte.
Verso le 23:00 circa, 16.000 persone (secondo la polizia) e 19.000 (secondo altre fonti) si erano unite intorno a Puerta del Sol.

#### 21 maggio
A Madrid, Barcellona, Malaga e altre città il 21 maggio è iniziato con un minuto di silenzio seguendo gli auguri e gli applausi. Città più piccole, come Granada, decisero di iniziare prima della mezzanotte per evitare il disturbo dei vicini. Queste proteste sono verificate anche se il giorno prima delle elezioni sono vietate.
Circa 28.000 persone, secondo la polizia, affollano Puerta del Sol e le vie collegate alla piazza nonostante la proibizione. Anche in altre città la gente affollò le varie piazza e strade: 15.000 a Malaga, 10.000 a Valencia, 6.000 a Zaragoza, 4.000 a Siviglia, 1.500 a Granada, 800 ad Almeria, 600 a Cadiz, 200 a Huelva, circa 100 a Jaen. 8.000 persone si unirono a Barcellona, 1.000 a Vigo, 3.000 a Bilbao, 2.000 a Oviedo, 2.000 a Gijón, circa 800 ad Avilés, 3.000 a Palma.
Ci furono manifestazioni in altre città europee, con 300 manifestanti a Londra, 500 ad Amsterdam, 600 a Brussels e 200 a Lisbona. Manifestazioni minori si ebbero ad Atene, Milano, Budapest, Tangiers, Parigi, Berlino, Vienna e Roma.

#### 22 maggio

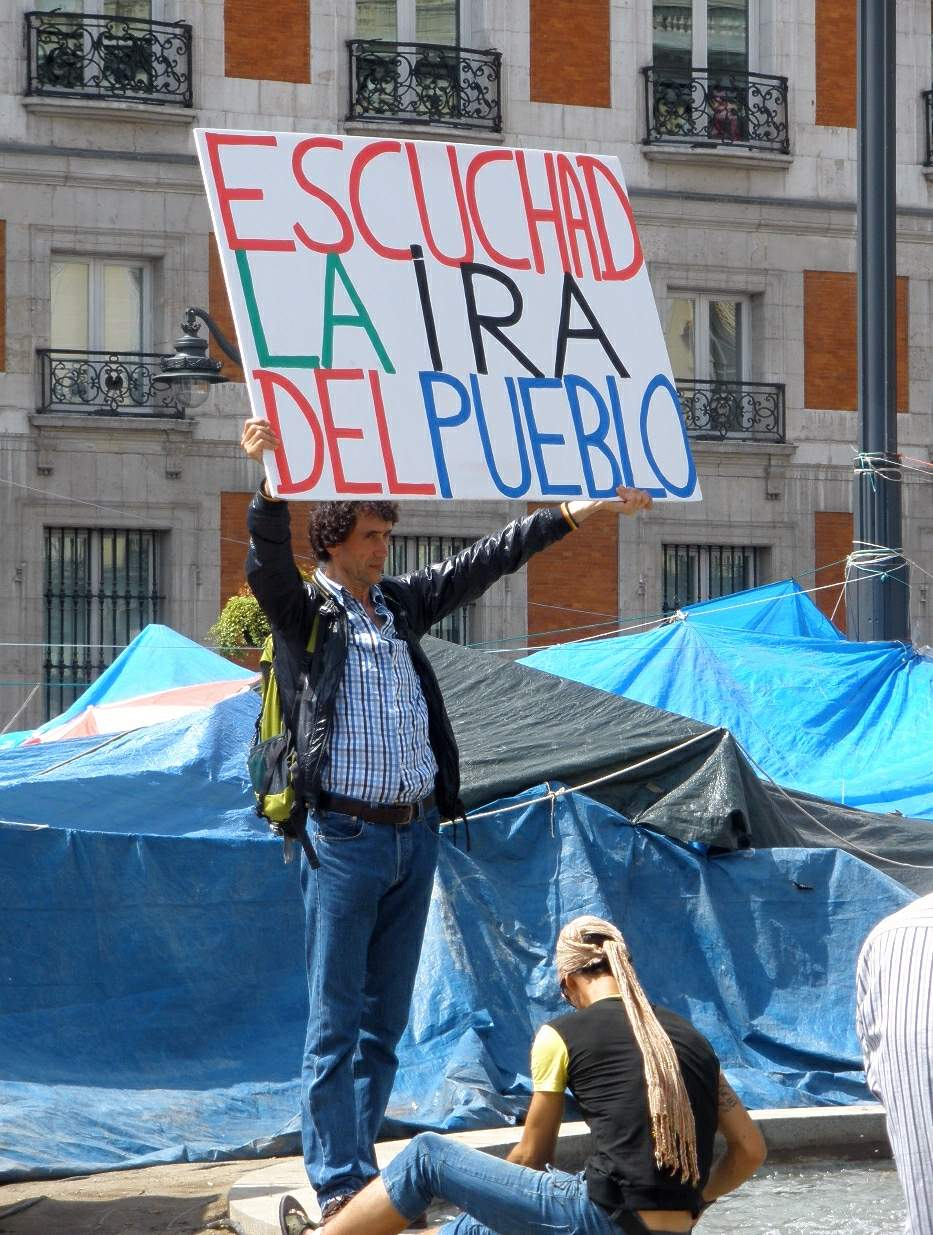
'Ascoltate l'ira del popolo', Puerta del Sol, Domenica mattina, 29 maggio.

Solo dopo le 14:00, nel giorno delle elezioni, gli indignados(gli indignati) che si erano riuniti a Puerta del Sol, hanno annunciato di aver votato per rimanere almeno un'altra settimana, fino a mezzogiorno del 29 maggio. Le prime analisi delle elezioni nazionali, sono state vinte dal Partito Popolare, suggerito dal movimento di protesta che potrebbe aver contribuito alla perdita per il Partito Socialista Operaio Spagnolo (PSOE) che era in ruolo e per aumentare i numeri di voti viziati e schede bianche, che hanno raggiunto livelli da record.

#### 24 maggio
A Murcia, circa 80 persone hanno ottenuto l'accesso al quartier principale del canale televisivo 7 Región de Murcia, evitando lo staff di sicurezza, in modo da leggere un manifesto che denunciava la manipolazione dei media. Allo stesso modo, circa 30 persone ottennero senza ostacoli accesso all'ufficio a Tarragona del Ministro delle Economie e delle Finanze e gridarono slogan contro i sistemi politici ed economici, prima muovendosi in altri siti finanziari della città facendo la stessa cosa.

#### 25 maggio
A Malaga, il Ministro della Difesa decise di trasferire le varie attività per il Giorno delle Forze Armate pianificato per venerdì 27 maggio. I manifestanti avevano già occupato la Plaza de la Constitución, dove si doveva svolgere gli eventi, per otto giorni..

#### 27 maggio
Approssimativamente verso le 7:00 del mattino del 27 maggio, sono accaduti una serie di incidenti più seri, quando il concilio della città di Barcellona decise di inviare 350 poliziotti dal Mossos d'Esquadra e un altro centinaia dalla Guàrdia Urbana de Barcelona per sgombrerare temporaneamente Plaça de Catalunya, in modo da poterla pulire in vista della finale di UEFA Finale della Champions League del 28 maggio, dove la Barcellona doveva giocare Lo scontro violento conclusosi con 121 feriti leggeri, ha provocato nuove chiamate di protesta in tutte le piazze ancora occupate in tutta la Spagna. La maggior parte dei feriti hanno avuto lividi e ferite aperte subite a causa dei manganelli degli agenti di polizia, e un manifestante viene lasciato con un braccio rotto. Da poco dopo mezzogiorno i manifestanti che avevano lasciato libera la piazza erano già ritornato in piazza.
Incidenti simili sono accaduti anche a Lleida e a Sabadell, dove la Mossos d'Esquadra aveva smantellato gli accampamenti dei manifestanti. Secondo i dati della polizia, più di 12.000 persone si unirono a barcellona durante tutto il corso della giornata, arrabbiati sulle prime azioni della polizia, disegnando le proprie mani di bianco e portando fiori come simboli della protesta. Essi richiedevano, fra le altre cose, le dimissioni del capo delle Mossos d'Esquadra, Felip Puig. Essi hanno anche affermato che il seguente incidente all'accampamento non avrebbe segnato più la fine la domenica del 28, come precedentemente stabilito.
La compensazione del campo di Barcellona è stato trasmesso in diretta da due canali televisivi spagnoli, incluso Antena 3, ed è stato ampiamente distribuito sui social network, come Twitter.
Il difensore civico della Catalogna ha aperto un'investigazione per l'incidente, per verificare se le azioni della polizia sono state sproporzionate e se hanno violato i diritti dei cittadini.

### Giugno

#### 8 giugno
A Madrid, centinaia di persone raccolte di fronte al Congreso de los Diputados, con una barriera di poliziotti per prevenire la loro entrata nell'edificio. Le manifestazioni di fronte al Parlamento sono vietate a Madrid, ma la protesta finisce senza incidenti. A Valencia, varie dozzine di persone decisero di stare di fronte al Parlamento regionale. A Barcelona, circa 50 persone protestarono fuori dal Parlamento della Catalogna contro Felip Puig.

#### 9 giugno
In mattinata, la polizia si è scontrata con i manifestanti a Valencia, provocando 18 feriti. Come risposta alla violenza della polizia, i manifestanti chiamarono per una protesta nella città il giorno dopo, che vide la partecipazione di circa 2.000 persone. Manifestazioni di supporto si tennero anche a Barcellona e a Madrid, l'ultima finì di fronte al Parlamento per la seconda notte.

#### 12 giugno
La domenica del 12 giugno, quattro settimane dopo l'inizio della protesta, i manifestanti di Puerta del Sol, a Madrid, iniziarono a lasciare la piazza, smantellando l'"acampada", chiudendo le tende, le librerie, i negozi, e rimuovendo i segni della protesta dai luoghi circostanti.

#### 15 giugno
Circa 2000 dimostranti assemblati a Barcellona al Parlamento della Catalogna hanno uno scontro con la polizia, la quale ferisce 36 persone.

## Risposta dal mondo politico
La dimostrazione ha suscitato le reazioni dai principali partiti politici, che hanno iniziato a rilasciare dichiarazioni il 16 maggio. Il 15 maggio, il giorno della prima dimostrazione, la maggior parte di tutti i partiti era dispostoso a supportare la situazione.
Jaime Mayor Oreja, europarlamentare del Partito Popolare della Spagna, criticò la presunta intenzione dei manifestanti di non far andare a votare nelle immediate elezioni. Così come il membro del PSOE e Ministro delle Opere Pubbliche e dei Trasporti José Blanco. La Sinistra Unita ebbe, invece, un punto di vista positivo riguardo alle richieste dei manifestanti, ma ammise di non essere capaci di unirsi a loro. Il coordinatore del partito politico Cayo Lara, difese i manifestanti che rifiutavano di diventare una "generazione persa" e fu critico sulla loro rimozione da Puerta del Sol, il 16 maggio. Altri politici, come José Antonio Griñán, mostrarono simpatia per i manifestanti, mentre insistevano che non votare non sarebbe stata una soluzione. Esteban González Pons, vicesegretario generale del Partito Popolare collegò le manifestazioni all'“antisistema della sinistra estrema”.
L'ex Primo ministro Felipe González paragonò le proteste, che considerava "un fenomeno eccezionalmente importante", con quelli della Primavera Araba, sottolineando che "nel mondo arabo essi chiedevano il diritto di votare, mentre qui essi stanno dicendo che votare è inutile".